# کوسه چین‌دار آفریقای جنوبی
کوسه چین‌دار آفریقای جنوبی (نام علمی: Chlamydoselachus africana) نام یک گونه از سرده کوسه‌های لبه‌دار است.